# Sannîkî, Mostîska
Sannîkî (în ucraineană Санники) este un sat în comuna Stoianți din raionul Mostîska, regiunea Liov, Ucraina.

## Demografie
Componența lingvistică a localității Sannîkî
     Ucraineană (100%)
Conform recensământului din 2001, toată populația localității Sannîkî era vorbitoare de ucraineană (100%).